# Steve Nieve
Steve Nieve (nacido como Steven Nason en Londres el 19 de febrero de 1958) es un músico británico.
Es conocido por haber trabajado durante más de veinte años con el músico Elvis Costello. Publicó un álbum como solista, Mumu, en 2001. Igualmente ha colaborado con numerosos músicos, como Morrissey, David Bowie, Squeeze, Robert Wyatt y más recientemente en el álbum de Daniel Darc Amours suprêmes. Ha compuesto bandas sonoras, entre las cuales se pueden citar: 
- Arrivederci Millwall (1990)
- Clair de Lune (película para televisión, 1995)
- Sans Plomb (película de Muriel Teodori, con Elvis Costello, Emma de Caunes y Éric Caravaca, 2000)
- Desacuerdo perfecto (2006)

Ha compuesto con Muriel Teodori, su compañera, una ópera, Welcome to the Voice, grabada por Deutsche Grammophon en 2007 y mezcla de las voces y de los músicos de procedencias diferentes como Barbara Bonney, Sting, Elvis Costello, Robert Wyatt o Marc Ribot. La ópera Welcome to the Voice se representó en París, en el Théâtre du Châtelet, en noviembre de 2008 con el Conjunto orquestal de París con dirección de Wolfgang Doerner.